# Lolita Flores
Cet article possède des homonymes et des paronymes, voir Flores et González.
Lolita Flores (Dolores González Flores) (Madrid, 6 mai 1958) est une actrice et chanteuse espagnole.

## Biographie
Elle est la fille de Lola Flores et du musicien de flamenco Antonio González, sœur de Antonio Flores et Rosario Flores, et la filleule de l'actrice Paquita Rico. 
Elle était mariée avec Guillermo Furiase. Le couple a deux enfants Elena, actrice elle aussi, et Guillermo.
Son premier succès fut Amor, amor, et plus tard les disques Quién lo va a detener y Atrasar el reloj.
Elle est apparue dans plusieurs programmes télévisés comme Directísimo ou Hostal Royal Manzanares.

## Discographie sélectionnée
- 1975  : Amor, amor
- 1996 : Canciones Favoritas
- 2002 : Lola, Lolita, Dolores
- 2004 : Si la vida son 2 días
- 2005 : Y ahora Lola. Un regalo a mi madre
- 2007 : Sigue caminando
- 2010 : De Lolita a Lola

## Filmographie

### Cinéma
- 2002 : Rencor
- 2007 : Fuerte Apache
- 2016 : Luz de Soledad de Pablo Moreno : Antonia Acosta

### Télévision
- 2011 : Vida Loca

## Distinctions
- Prix Goya du meilleur espoir féminin en 2002
- Médaille d'or du mérite des beaux-arts en 2017[1].